# Ceratina unimaculata
Ceratina unimaculata är en biart som beskrevs av Frederick Smith 1879.
Ceratina unimaculata ingår i släktet märgbin och familjen långtungebin.

## Taxonomi
Jacobus van der Vecht angav fyra underarter. De betraktas numera ofta som geografiska former, och Catalogue of Life tar inte upp några, även om vissa källor fortfarande betraktar dem som underarter:
- Ceratina (Pithitis) unimaculata unimaculata Smith, 1879
- Ceratina (Pithitis) unimaculata palmerii Cameron, 1908
- Ceratina (Pithitis) unimaculata nanensis Cockerell, 1929
- Ceratina (Pithitis) unimaculata javanica van der Vecht, 1952

## Beskrivning
Det vanligaste utseendet är en glänsande, blågrön kropp med krämfärgade markeringar på clypeus (även kallad munskölden) och mittpartiet av labrum (överläppen), medan överläppens sidor är bruna. Krämfärgade markeringar finns även på innersidorna av skenbenen och baklåren, medan vingarna är rödbruna. Hanen har dessutom en rad upprättstående hår på baklåren. Artens utseende är emellertid mycket variabelt; Ceratina unimaculata unimaculata har blågrönt huvud och mellankropp, samt mörkblå bakkropp, medan Ceratina unimaculata javanica är helt blågrönaktig. Ceratina unimaculata nanensis är nästan identisk med Ceratina unimaculata javanica, medan Ceratina unimaculata palmerii i regel är helt kopparfärgad; blå former är mycket ovanliga. Det finns också blandformer mellan Ceratina unimaculata nanensis och Ceratina unimaculata palmerii.
Kroppslängden ligger kring 8 millimeter, medan tungan är förhållandevis lång, drygt 4 millimeter (alla måtten hos honan).

## Utbredning
Arten påträffas i Sydöstasien från Tibet och sydöstra Kina (Sichuan, Jiangsu, Hunan och Fujian samt den autonoma regionen Guangxi) över Thailand och Vietnam till Singapore, Malaysia, Indonesien och Filippinerna. C. u. javanica finns på Java.

## Ekologi
Ceratina unimaculata uppehåller sig gärna i närheten av mänsklig bebyggelse i byar och städer. Den är polylektisk, den flyger till blommande växter från flera familjer: Slideväxter som Antigonon, medinillaväxter som Melastoma och ärtväxter som akaciasläktet. Som alla märgbin bygger arten sina larvbon i märgen på olika växter.